# Świętosława van Polen
Sigrid Storråda, beter bekend onder de Poolse naam Świętosława, soms vermeld onder de Germaanse naam Gunhild, (Poznań, 970 - 1014) was een dochter van Mieszko I van Polen en van Dubravka en een zuster van Bolesław I van Polen. Volgens sommige bronnen was haar vader de vikingleider Skogul Toste. Haar Slavische naam Świętosława werd vastgesteld op basis van een vermelding van haar dochter (Santslaue soror CNVTI regis nostri) op een document dat werd teruggevonden in een Engelse abdij, in de veronderstelling dat de dochter de naam van de moeder droeg.

## Huwelijken
Tussen 980 en 988 trouwde zij om politieke redenen met Erik VI van Zweden (Erik VI de Zegenrijke), omdat Mieszko een bongenootschap wilde aangaan tegen de Denen.
In 998, 3 jaar na de dood van Erik VI, zou zij gehuwd zijn met Sven I van Denemarken ( 960-1014), koning van Denemarken (985-1014). Een Deense bron spreekt van Første ægteskab: Gunhild af Venden, datter af polsk hertug, dat wil zeggen « Eerste huwelijk [van Sven] : Gunhild van Venden, dochter van de hertog van Polen ». Venden was toen de term die gebruikt werd voor de Poolse stammen. Gunhild is een andere naam voor Swietoslawa. De hertog van Polen is Mieszko I. Dit huwelijk is van groot historisch belang, omdat Swietoslawa de dochter en de zuster is van Poolse vorsten, de vrouw en moeder van vorsten die regeren over Zweden, Noorwegen, Denemarken en Engeland. In Scandinavië is zij gekend onder de naam Sigrid (Sigrid Storrada, Sigrid Storråda, Sigrid de Hoogmoedige, Sigrid de Trotse).

## Sigrid de Hooghartige
Świętosława wordt vaak vereenzelvigd met (de legendarische?) Sigrid de Hooghartige. Sigrid zou haar bijnaam hebben gekregen toen zij een aanzoek kreeg van Harald II van Vestfold. Die had zich laten scheiden van zijn vrouw om met haar te kunnen trouwen maar zij vond hem ongeschikt als echtgenoot omdat hij maar een onderkoning was en zich er bovendien toe verlaagde om relaties met zijn slavinnen te hebben. Om andere onwaardige huwelijkskandidaten af te schrikken, liet ze Harald in een huis opsluiten en dat in brand steken, waarbij Harald om het leven kwam.
Na haar scheiding van Erik kreeg ze Västra Götalands län. Voordat ze hertrouwde met Sven had ze een aanzoek van de Noorse koning Olaf I van Noorwegen afgeslagen omdat die als voorwaarde had gesteld dat zij zich tot het christendom zou bekeren. In reactie op de afwijzing had Olaf haar met een handschoen in het gezicht geslagen en haar beledigd. Daarna zou Sigrid Olaf blijven haten en zij speelde een belangrijke rol bij de totstandkoming van het Zweeds-Deense bondgenootschap dat, geholpen door het verraad van de Jomsvikingen, Olaf in het jaar 1000 wist te verslaan in de slag van Swold. Olaf pleegde daar zelfmoord door met volle wapenrusting in zee te springen.

## Kinderen
- met Erik VI van Zweden
  - Olaf Eriksson Skötkonung, koning van Zweden,

- met Sven I Tveskägg
  - Knoet de Grote ( 994-1035), koning van Engeland van 1016 tot 1035 als Knoet I, van Denemarken van 1018 tot 1035 en van Noorwegen van 1028 tot 1035.
  - Harald II Svensson, koning van Denemarken
  - Estrid Margaret, was verloofd met Richard II van Normandië maar trouwde uiteindelijk met Ulf Thrugilsson, een jarl in Engeland en later regent van Denemarken, tot hij in 1026 werd vermoord. Estrid en Ulf zijn begraven in Roskilde.
  - Swietoslawa .

- Gemeinsame Normdatei: 1234174405
- International Standard Name Identifier: 0000 0000 5465 7324
- KulturNav: 4956d059-fd21-4e43-b627-2cd02c01ed8d
- Library of Congress Control Number: nr96004061
- Nationale Bibliotheek van Tsjechië: mzk20211124985
- Virtual International Authority File: 49123373
- WorldCat: E39PBJmP33vdFXkkqgxj7yqfbd